# The Whirlwind
The Whirlwind − trzeci album studyjny progresywno-rockowej supergrupy Transatlantic wydany 23 października 2009 roku przez wytwórnię Metal Blade w USA i InsideOut Music w Europie.

## Lista utworów
1. „The Whirlwind” – 77:54
  - I. „Overture / Whirlwind” (9:54)
  - II. „The Wind Blew Them All Away” (6:10)
  - III. „On the Prowl” (6:03)
  - IV. „A Man Can Feel” (6:35)
  - V. „Out of the Night” (4:22)
  - VI. „Rose Colored Glasses” (7:54)
  - VII. „Evermore” (4:10)
  - VIII. „Set Us Free” (5:03)
  - IX. „Lay Down Your Life” (5:11)
  - X. „Pieces of Heaven” (2:17)
  - XI. „Is It Really Happening?” (8:11)
  - XII. „Dancing with Eternal Glory / Whirlwind (Reprise)” (12:04)

## Twórcy
- Neal Morse — pianino, wokal, gitara akustyczna
- Roine Stolt — gitara elektryczna, minimoog, wokal, melotron
- Pete Trewavas — gitara basowa, syntezatory, wokal
- Mike Portnoy — perkusja, wokal